# Gipsy (Schiff, 1936)
HMS Gipsy (H63) war einer der acht Zerstörer der G-Klasse der britischen Royal Navy. Im Zweiten Weltkrieg wurde er mit der Battle Honour „Atlantic 1939“ ausgezeichnet.
Am 21. November 1939 lief der Zerstörer beim Verlassen von Harwich auf eine Mine und sank. Das Schiff war so schwer beschädigt, dass es nicht geborgen wurde, obwohl es in Hafennähe auf Grund lag. Der Abbruch des Schiffes erfolgte während des Krieges vor Ort.

## Geschichte des Schiffs
Als am 5. März 1934 die Aufträge für die neun Einheiten der G-Klasse erteilt wurden, wurden auch zwei Zerstörer bei Fairfield bestellt, wo schon zwei Zerstörer der D-Klasse entstanden waren. Die Kiellegung des zweiten Schiffes mit der Baunummer 652 erfolgte auf der Werft in Govan (Glasgow) am 5. September 1934. Vom Stapel lief die Gipsy am 7. November 1935 und wurde dann am 22. Februar 1936 als drittes Schiff der G-Klasse in Dienst gestellt. Der Zerstörer war das fünfte Schiff der Royal Navy mit diesem seit 1799 verwandten Namen.
 Zuletzt hatte ein ebenfalls bei Fairfield gebauter Zerstörer den Namen geführt, der von 1898 bis 1918 im Dienst der Navy war. Dieser „30-knotter“-Gipsy war als Drei-Schornsteiner 1912 der C-Klasse zugeordnet worden und von 1914 bis 1918 bei der Dover Patrol eingesetzt.

### Einsatzgeschichte
Der neue Zerstörer wurde zunächst kurz bei der Home Fleet eingefahren, ehe er wie seine Schwesterschiffe zur „1. Destroyer Flotilla“ bei der britischen Mittelmeerflotte kam. Die Schiffe der G-Klasse ersetzten bei der in Alexandria stationierten Flottille 1936 Zerstörer der V- und W-Klasse, die zuvor auf der China Station eingesetzt waren. Die erste Überholung des Schiffes fand im Juni und Juli 1938 im Devonport Dockyard statt.
Die Gipsy war mit der 2. Division der Flottille am 2. September 1939 aus Aden nach Alexandria zurückgekehrt. Zu ihren Aufgaben nach Kriegsbeginn gehörte insbesondere die Kontrolle des Schiffsverkehrs im östlichen Mittelmeer und die Suche nach deutschen Handelsschiffen bzw. nach Ladungen für das Deutsche Reich. Nachdem Anfang September 1939 schon eine Division der Flottille mit vier Zerstörern das Mittelmeer zu den Britischen Inseln verlassen hatte, folgten am 22. September 1939 mit dem Leader Grenville und den Zerstörern Griffin, Grenade und Gipsy der Rest der einsatzbereiten Schiffe der 1. Flottille nach Plymouth.
Die Schiffe sollten Geleitzüge und Kriegsschiffe in den Gewässern der südwestlichen Zufahrtswege zu den Britischen Inseln sichern.
 Am 11. November wurde die Gipsy mit dem Schwesterschiff Greyhound zur „22. Destroyer Flotilla“ nach Harwich kommandiert. Auf dem Verlegungsmarsch kollidierten die beiden Zerstörer am 12. im Nebel. Gipsy erlitt nur geringe Schäden, während Greyhound den Sheerness Dockyard aufsuchen musste, aber auch schon nach wenigen Tagen wieder einsatzbereit war.

### Das Ende derGipsy
Am 21. November 1939 lief Gipsy gemeinsam mit den polnischen Zerstörern Burza, Błyskawica und Grom sowie Griffin, Keith und Boadicea aus Harwich zu einer Patrouille aus. Noch in der Hafenzufahrt lief das Schiff auf eine Mine, die wahrscheinlich erst kurz zuvor von einer alten Heinkel He 59 abgeworfen worden war. Die Gipsy brach in zwei Teile und sank, nachdem die 115 Überlebenden von den anderen Zerstörern übernommen worden waren. 30 Mann verloren jedoch beim Minentreffer und dem folgenden Untergang der Gipsy auf 51° 56′ N, 1° 18′ O ihr Leben.
Von Juni 1940 bis Februar 1944 wurde das Wrack der Gipsy vor Ort abgebrochen.